# Екібастузець
Екібастузець — колишній професіональний казахський футбольний клуб з міста Екібастуз.

## Досягнення
- Чемпіонат Казахстану
  -  Срібний призер (2): 1993, 1998

## Відомі тренери
- Володимир Фомичов (1992—1995)
- Володимир Гулямхайдаров (1996)
- Геннадій Макаренко (1997)
- Володимир Линчевський (1998)
- Євгеній Чевелєв (1999—2000)
- Микола Курганський (2001)
- Микола Самойленко (2002)
- Володимир Фомичов (до вересня 2003)
- Володимир Чеботарьов (з вересня 2003)
- Сергій Тимофеєв (2004)
- Віталій Спаришев (2005—2007)